# 4057 Demophon
4057 Demophon eller 1985 TQ är en trojansk asteroid i Jupiters lagrangepunkt L4. Den upptäcktes 15 oktober 1985 av den amerikanske astronomen Edward L.G. Bowell vid Anderson Mesa Station. Den är uppkallad efter Demofon i den grekiska mytologin.
Asteroiden har en diameter på ungefär 45 kilometer.